# Hippach
Hippach is een gemeente in het district Schwaz in de Oostenrijkse deelstaat Tirol.

## Geografie
Hippach ligt in het achterste deel van het Zillertal, ten westen van de Ziller. De gemeente bestaat uit een langgerekt dorp op een puinkegel van een berg en vele verspreid liggende buurtschappen op een steile berghelling. Huisbergen van de gemeente zijn de Schwendberg, de Laimacherberg en de Gugglberg. De gemeente Hippach is in 1973 ontstaan door samenvoeging van de gemeenten Hippach-Schwendberg en Laimach.

## Geschiedenis
De dorpsnaam Hippach kent een Duitse oorsprong. De naam werd voor het eerst vermeld in 1299. In de loop van de geschiedenis werd de dorpsnaam ook gespeld als Huetbach, Hüttbach en Hipach. De naam Schwendberg dook voor het eerst op in 1318, het dorp Laimach werd in 1350 voor het eerst vermeld.
Hippach werd al snel een belangrijk toeristisch oord in het Zillertal. Vanuit deze plaats veroverde het lied Stille Nacht de wereld.

## Economie en infrastructuur
Hippach is een belangrijk toeristenoord. Een klein deel van de beroepsbevolking is werkzaam in de industrie, een groot deel is werkzaam buiten de gemeentegrenzen. Bezienswaardigheden binnen de gemeentegrenzen zijn de Talbach-Wasserfall in Laimach aan de grens met Zell am Ziller, de Laimacher Wasserfall en de Zillerpromenade.
Hippach ligt aan de Zillertal-Bundesstraße en is aangesloten op de Zillertalspoorlijn met de halte Ramsau-Hippach.
Achenkirch · 
Aschau im Zillertal · 
Brandberg · 
Bruck am Ziller · 
Buch  in Tirol · 
Eben am Achensee · 
Finkenberg · 
Fügen · 
Fügenberg · 
Gallzein · 
Gerlos · 
Gerlosberg · 
Hainzenberg · 
Hart im Zillertal · 
Hippach · 
Jenbach · 
Kaltenbach · 
Mayrhofen · 
Pill · 
Ramsau im Zillertal · 
Ried im Zillertal · 
Rohrberg · 
Schlitters · 
Schwaz · 
Schwendau · 
Stans · 
Steinberg am Rofan · 
Strass im Zillertal · 
Stumm · 
Stummerberg · 
Terfens · 
Tux · 
Uderns · 
Vomp · 
Weer · 
Weerberg · 
Wiesing · 
Zell am Ziller · 
Zellberg
- Gemeinsame Normdatei: 4652231-1
- Nationale Bibliotheek van Tsjechië: ge1094669
- Nationale Bibliotheek van Israël: 987007531033605171
- Virtual International Authority File: 135030815